# 4ª Divisione alpina "Monterosa"
La 4ª Divisione alpina "Monterosa" è stata un'unità di alpini dell'esercito della Repubblica Sociale Italiana, attiva tra il gennaio 1944 e la fine della seconda guerra mondiale.

## Storia
La divisione nacque il 1º gennaio 1944 a Pavia, ma fu mobilitata solamente il 15 febbraio dello stesso anno. Formata da circa 20.000 uomini, di cui il 20% provenienti dal Regio Esercito, fu costituita dai dirigenti della Repubblica Sociale per combattere in ambiente montano a fianco dell'esercito tedesco.
Per l'addestramento la divisione fu inviata in Germania per 6 mesi, dove gli uomini furono addestrati da istruttori tedeschi e armati con materiale proveniente dai magazzini della Wehrmacht. Nell'organico della divisione si contavano anche 30 ausiliarie alpine, le prime nella storia del corpo. Il 16 luglio dello stesso anno Benito Mussolini consegnò la bandiera ai reggimenti, a Münsingen.
In luglio, all'arrivo in Italia, fu posta sotto il comando del Corpo d'armata «Lombardia», nell'area ligure, per contrastare un eventuale sbarco delle forze alleate. Successivamente fu spostata nella Garfagnana, tra il fiume Serchio e le Alpi Apuane, bloccando i reparti brasiliani e le forze della 5ª Armata statunitense, riuscendo tra il 25 e il 30 dicembre 1944, con l'operazione Wintergewitter, a respingere le forze alleate, obbligandole a ripiegare; nell'occasione furono anche catturati 250 prigionieri e ingenti quantità di viveri e materiale bellico: si tratta dell'unica azione durante la guerra nel corso della quale le forze congiunte della RSI e tedesche riuscirono a far arretrare gli Alleati.
Nel gennaio 1945 circa, la metà della divisione fu spostata sulle Alpi occidentali, per contrastare l'avanzata statunitense e francese, e in quella occasione le fu aggregato il Battaglione «Cadore», ricevuto dal Raggruppamento «Cacciatori degli Appennini».
In Garfagnana, a Cogna, il reparto fu anche protagonista di una delle tante sanguinose rappresaglie che caratterizzarono il passaggio del fronte nel Nord ovest della Toscana. Dopo un attentato in cui aveva perso la vita un giovane alpino, Giuseppe Grigoli, il 1º febbraio 1945 furono fucilati da un reparto della Divisione «Monterosa» Adriano Tardelli, detto «il Baionetta» e cinque civili già arrestati in precedenza, accusati di essere partigiani.
La Divisione riuscì a impedire ai francesi e agli americani di procedere speditamente in Piemonte.
Nell'autunno del 1944, due compagnie del Battaglione Compl. «Vestone» della Monterosa al comando del maggiore Paroldo disertarono a seguito di accordi con unità partigiane; la maggior parte dei disertori fece rientro presso le proprie famiglie, altri entrarono nelle file della resistenza ligure, partecipando nella primavera successiva alla battaglia per la liberazione della città di Genova.
Alla fine della guerra la divisione contò 1.100 caduti, 142 decorazioni assegnate dalla RSI e dal comando tedesco, tra le quali tre medaglie d'oro al valor militare all'alpino Renato Assante, al sottotenente Eraldo Boschi e al sottotenente medico Mario Da Re.
Fu sciolta il 28 aprile 1945 dal maresciallo Rodolfo Graziani, con l'emanazione dell'ordine di cessazione delle ostilità.

### Dopoguerra
Nel dopo guerra i reduci, a cominciare dal 1946, diedero vita a diversi raduni, fondando nel novembre 1951 l'Associazione «Divisione Monterosa»; tra gli scopi dell'associazione anche il sostegno economico agli invalidi di guerra, in quanto lo Stato italiano non riconosceva i combattenti della Repubblica Sociale Italiana. A Palleroso (comune di Castelnuovo di Garfagnana) è stato eretto un Sacrario ai caduti della divisione. L'archivio storico della Divisione è stato affidato allo stato maggiore dell'esercito italiano.
La Divisione alpina «Monterosa» non fu riconosciuta ufficialmente nei raduni degli alpini in congedo; pertanto coloro che avevano combattuto unicamente in questa formazione, secondo l'ANA, non potevano fregiarsi del titolo di alpini, ma il 27 maggio 2001 l'ANA decise di annullare questa discriminazione di carattere soprattutto politico, approvando una delibera che andava in questo senso: «L'Assemblea dei Delegati, preso atto e confermata la validità di tutto quanto precedentemente deliberato in merito alla Divisione Monterosa e altri simili della Repubblica Sociale Italiana, dichiara e riconosce che tutti i giovani che hanno prestato servizio militare in un reparto Alpino, in qualsiasi momento della storia d'Italia, e quindi anche dal 1943 al 1945, poiché hanno adempiuto il comune dovere verso la patria, siano considerati Alpini d'Italia».

## Comandanti
- Umberto Manfredini, colonnello, dal 1º gennaio 1944 al 23 marzo 1944
- Goffredo Ricci, generale, fino al 15 luglio 1944
- Mario Carloni, generale, fino al 20 febbraio 1945
- Giorgio Milazzo, colonnello, fino al 28 aprile 1945

## Mostreggiature della divisione
Comando Divisione. Dispaccio 2251 del 22 aprile 1944 e dispaccio 2254 del 23 aprile 1944.
| Descrizione                                                     | Immagine                              | note |
| --------------------------------------------------------------- | ------------------------------------- | --- |
| generale Comandante                                             | Fregio, mostrina e nappina            | |
| Quartier generale                                               | Fregio, mostrina e nappina            | |
| I Gruppo Esplorante Divisionale                                 | Fregio e mostrina                     | L'unità era composta da Bersaglieri che non indossavano il cappello alpino ma il fez. |
| Battaglioni Fucilieri autonomi                                  | Fregio, mostrina e nappine            | In tempi successivi alla sua costituzione, furono aggregati alla Divisione due battaglioni operativi autonomi (i btg "Vestone" e "Ivrea") che indossavano fregi e fiamme uguali a quelli degli altri btg fucilieri. |
| Compagnia Anticarro Pesante Divisionale                         | Fregio, mostrina e nappina            | |
| Sezione Polizia da campo                                        | Fregio, mostrina e nappina            | |
| Testimonianze dirette riferiscono l'uso del fregio seguente     | Fregio                                | La circolare 2251 del 22 aprile 1944 prevedeva che le unità sprovviste di numero applicassero un fascetto repubblicano nel tondo del fregio; in questo caso, però, si tratta del fascetto da bavero della Polizia.  |
| Ufficio Posta da campo                                          | Fregio, mostrina e nappina            | |
| 1º e 2º Reggimento Alpini - Compagnia Comando e colonna leggera | Fregio, mostrina e nappina            | |
| 1º e 2º Reggimento Alpini - Battaglioni Fucilieri               | Fregio, mostrina e nappina            | |
| 1º e 2º Reggimento Alpini - Compagnia Anticarro Reggimentale    | Fregio, mostrina e nappina · Mostrina | Nello specchio allegato alla circolare 2254 del 23 aprile 1944, si parla anche, forse per errore, di fiamme verdi per la compagnia anticarro del 1º Rgt.                                                            |
| 1º Reggimento Artiglieria                                       | Fregio, mostrina e nappine            | . - a) Batteria Comando - b) Gruppo "Aosta" - c) Gruppo "Bergamo" - d) Gruppo "Vicenza" - e) Gruppo "Mantova" |
| I Battaglione Pionieri                                          | Fregio, mostrina e nappina            | |
| Battaglione Genio Collegamenti                                  | Fregio, mostrina e nappina            | |
| Battaglione Trasporti e Rifornimenti                            | Fregio, mostrina e nappina            | |
| 1ª e 2ª Compagnia Sanità - Sezione Autoambulanze                | Fregio, mostrina e nappina            | |
| 1ª Compagnia Veterinaria                                        | Fregio e mostrina                     | |
| Amministrazione e Sussistenza                                   | Fregio e mostrina                     | |

## Persone legate alla Divisione
- Adriano Adami
- Renato Perico